# Senlis
Senlis je naselje in občina v severni francoski regiji Pikardiji, podprefektura departmaja Oise. Leta 1999 je naselje imelo 17.192 prebivalcev.

## Geografija
Kraj leži v osrčju nekdanje province Valois ob reki Nonette, dobrih 50 km jugovzhodno od Beauvaisa.

## Administracija
Senlis je sedež istoimenskega kantona, v katerega so poleg njegove vključene še občine Aumont-en-Halatte, Avilly-Saint-Léonard, Barbery, Chamant, La Chapelle-en-Serval, Courteuil, Montépilloy, Mont-l'Évêque, Mortefontaine, Ognon, Orry-la-Ville, Plailly, Pontarmé, Thiers-sur-Thève, Villers-Saint-Frambourg in Vineuil-Saint-Firmin z 32.309 prebivalci.
Naselje je prav tako sedež okrožja, v katerem se nahajajo kantoni Betz, Chantilly, Creil-Jug, Creil-Nogent-sur-Oise, Crépy-en-Valois, Montataire, Nanteuil-le-Haudouin, Neuilly-en-Thelle, Pont-Sainte-Maxence in Senlis z 262.630 prebivalci.

## Zgodovina
Senlis je bil v zgodnjem rimskem obdobju poznan kot Augustomagus, kasneje Civitas Silvanectium. V 3. stoletju je bil okoli njega dvignjen 7 metrov visok obrambni zid, ki je bil v uporabi vse do 13. stoletja. Zahodno od mesta se jenahajal rimski amfiteater.
V srednjem veku so bil tu nastasnjeni monarhi zgodnjih francoskih dinastij, ki so na ostankih rimske naselbine zgradili grad. Leta 987 je reimski nadškof Adalberon sklical zbor v Senlisu, na katerem je bil za novega francoskega kralja predlagan Hugo Capet, 3. julija 987 okronan za kralja v bližnjem Noyonu. Kasnejši monarhi so mesto zapustili, za novo prebivališče pa si izbrali Compiègne in Fontainebleau. V 12. stoletju je Senlis pridobil mestne okope, sčasoma pa je njegov sloves začel pojemati.

## Znamenitosti
Senlis je na seznamu francoskih umetnostno-zgodovinskih mest.
- galo-rimski ostanki,
- gotska katedrala Notre-Dame de Senlis iz druge polovice 12. stoletja, francoski zgodovinski spomenik,
- mestna hiša Hôtel de ville iz 15. do 18. stoletja,
- Muzej umetnosti in arheologije, lovski muzej, muzej Vermandois.

## Pobratena mesta
- Langenfeld (Nemčija),
- Montale (Italija),
- New-Richmond (Quebec, Kanada),
- Pečersk (Ukrajina).